# Вольф, Лотар
Ло́тар Эдуа́рдович Вольф (нем. Lothar Wolf (Ruben-Wolf)); 17 июня 1882, Висбаден — 4 октября 1938, Коммунарка) — немецкий врач, учёный-медик, литератор, партийный и общественный деятель, редактор. Политэмигрант. Жертва политического террора в СССР.

## Биография
Родился в Висбадене в еврейской семье, по происхождению из торговцев. С детства увлекался рисованием, мечтал стать художником. 
В 1907—1912 годах изучал медицину во Фрайбурге-им-Брайсгау, Мюнхене и Берлине. В 1912 году в Берлине защитил диссертацию «О лечебном воздействии на организм токов высокой частоты» (нем. "Zur therapeutischen Wirkung der Hochfrequenzströme"), доктор медицины (нем. Dr. med.). После защиты диссертации работал практикующим врачом в Берлине, в дальнейшем специализировался на лечении кожных, урологических и венерических заболеваний. С началом Первой мировой войны был призван в армию, служил помощником врача в госпитале.
С 1921 года (по другим сведениям с 1922 года) член Коммунистической партии германии (КПГ). Состоял в руководстве общественно-политических организаций КПГ — Arbeitsgemeinschaft sozialpolitischer Organisationen (ARSO) и Dachorganisation der sozialpolitischen Organisationen. Был членом Объединения врачей-социалистов и Клуба работников умственного труда при КПГ. В 1926—1933 годах — член Окружного совета (нем. Bezirksverordnetenversammlung) округа Берлина Трептов и лидер фракции КПГ в совете. Выступал против запрета абортов.
В 1925—1930 годах совершил с женой несколько поездок по СССР, соавтор нескольких книг с восторженными отзывами об СССР, которые издавались издательствами КПГ. Сотрудник газеты немецких коммунистов Die Rote Fahne, публиковался в коммунистической печати — журналах Der sozialistische Arzt, Die Linkskurve, газетах Die Welt am Abend, L'Humanité и других.
Опасаясь преследований со стороны национал-социалистического режима, в феврале 1933 года выехал с семьёй в Лугано, затем находился в Париже с целью получения разрешения на въезд в СССР. В феврале 1934 году с семьёй эмигрировал в Москву. По воспоминаниям дочери, владел несколькими европейскими языками, перед отъездом из Германии выучил русский.
В 1933—1937 годах — научный сотрудник Всесоюзного института экспериментальной медицины имени А. М. Горького, редактор текстов на иностранных языках в Учпедгизе. В свободное время занимался рисованием, проводил для иностранных рабочих экскурсии в художественные музеи Москвы. Принял советское гражданство. Являлся руководителем актива врачей при Коминтерне. В Москве жил с женой в небольшой комнате в гостинице, которую предоставила им Международная организация помощи революционерам (МОПР), дети находились в интернате МОПР в Иваново. В 1936 году получил квартиру в жилищном кооперативе «Октябрь».
Сыграл роль доктора Гильштедта (нем. Dr. Hillstedt) в кинофильме «Борцы» (1936), в годы «большого террора» бо́льшая часть членов съёмочной группы подверглась репрессиям.
Арестован 15 января 1938 года, обвинён в провокаторской деятельности и шпионаже. Приговорён 4 октября 1938 года Военной коллегией Верховного суда (ВКВС) СССР к ВМН. Расстрелян в тот же день. Место захоронения — Коммунарка.
Реабилитирован посмертно 13 июня 1956 года ВКВС СССР.

### Семья
- отец — Эдуард Вольф (нем. Eduard Wolf) (? —1922), торговец[4][37];
- мать — Гертруд Вольф (урожд. Зелигзон) (нем. Gertrud Wolf (geb. Seligsohn))[37];
- жена —  Марта Рубен-Вольф (нем. Martha Ruben-Wolf) (1887—1939), врач, общественный деятель, член КПГ; покончила с собой, приняв большую дозу снотворного[K 3][14][39];
  - дочь — Соня Фридман-Вольф (нем. Sonja Friedmann-Wolf) (1923—1988), автор мемуаров об истории своей семьи, опубликованных в 2013 году; покончила жизнь самоубийством в Тель-Авиве[40];
  - сын — Вальтер Лотарович Вольф (нем. Walter Wolf) (1925—1944), красноармеец, погиб в ВОВ[6][41].

## Фильмография
- 1936 — Борцы — доктор Гильштедт

## Комментарии
1. ↑  В мае 1939 года был лишён немецкого гражданства[2][25].
2. ↑  Вольф первоначально планировался в качестве обвиняемого по делу международной еврейской организации «Агро-Джойнт», следствие по которому вёл Третий отдел ГУГБ. Однако спустя несколько месяцев подследственного передали в Московское управление и оформили новый арест уже по другому делу[30][31][32].
3. ↑  Через полгода после ареста мужа Рубен-Вольф написала письмо М. М. Литвинову, в котором обвинила НКВД в незаконных арестах и раскручивании спирали террора[38].